# Tattersett
Tattersett is een civil parish in het bestuurlijke gebied North Norfolk, in het Engelse graafschap Norfolk met 962 inwoners.